# Paragnetina flavotincta
Paragnetina flavotincta är en bäcksländeart som först beskrevs av Robert McLachlan 1872.
Paragnetina flavotincta ingår i släktet Paragnetina och familjen jättebäcksländor. Inga underarter finns listade i Catalogue of Life.